# 島津製作所ラグビー部
島津製作所ラグビー部は、登録名称を島津製作所Breakers（しまづせいさくしょブレイカーズ）とする、トップウェストAリーグに所属しているラグビーチームである。SHIMADZU Breakers（しまづブレイカーズ）ともいう。

## 概要
2017年、島津製作所ラグビー部は、「島津製作所Breakers」へ登録名を変更した。ただし、島津製作所Breakersは、ラグビー部のほかに テニス部 と 野球部 がある。
本拠地は、京都府京都市中京区。練習グラウンドは、島津製作所グラウンド（島津製作所三条工場北グラウンド）。

## 歴史
出典：
1988年、島津製作所ラグビー同好会として発足した。翌1989年に会社強化クラブに指定される。
1991年に京都府ラグビーリーグ優勝し、1992年に関西社会人Dリーグに参入した。
2003年、リーグ再編にともない、トップウェストBリーグに参加。
2010年、練習グラウンドを芝生化する。
2011年、トップウェストBリーグで優勝。2012年、トップウエストA1リーグに。
2017年、チーム登録名を「島津製作所Breakers」に変更。以降、トップウェストAリーグに参加している。
2020年、新型コロナウイルス感染症の流行の影響で、公式戦が行われなかった。
2023年11月、トップウェストAリーグで創部以来 最高位となる準優勝を獲得。トップイースト1位・2位やトップキュウシュウ1位・2位と競う「3地域社会人リーグ」に進出した。

## 成績

### リーグ戦戦績
- 1992-1993 関西社会人リーグC3リーグ 4位
- 1993-1994 関西社会人リーグDリーグ 優勝、関西社会人リーグCリーグ昇格
- 1994-1995 関西社会人リーグCリーグ 優勝、関西社会人リーグBリーグ昇格
- 1995-1996 関西社会人リーグBリーグ 8位、関西社会人リーグCリーグ降格
- 1996-1997 関西社会人リーグCリーグ 5位
- 1997-1998 関西社会人リーグCリーグ 6位、関西社会人リーグDリーグ降格
- 1998-1999 関西社会人リーグDリーグ 3位
- 1999-2000 関西社会人リーグDリーグ 優勝、関西社会人リーグCリーグ昇格
- 2000-2001 関西社会人リーグCリーグ 4位
- 2001-2002 関西社会人リーグCリーグ 5位
- 2002-2003 関西社会人リーグCリーグ 3位、トップウェストBへ参入
- 2003-2004 トップウェストB 7位
- 2004-2005 トップウェストB 7位
- 2005-2006 トップウェストB 7位
- 2006-2007 トップウェストB 6位、リーグ再編に伴いトップウェストB残留[10]
- 2007-2008 トップウェストB 4位
- 2008-2009 トップウェストB 2位
- 2009-2010 トップウェストB 3位
- 2010-2011 トップウェストB 3位
- 2011-2012 トップウェストB 優勝、トップウェストA1昇格
- 2012-2013 トップウェストA1 4位
- 2013-2014 トップウェストA1 6位（5敗）、トップウェストB降格
- 2014-2015 トップウェストB 3位（3勝2敗）、リーグ再編に伴いトップウェストB残留[11]
- 2015-2016 トップウェストB 2位（5勝2敗）、入替リーグ戦：2敗、トップウェストB残留
- 2016-2017 トップウェストB 優勝（6勝1分）、トップウェストA昇格
- 2017-2018 トップウェストA 8位（1勝6敗）、入替戦：勝利、トップウェストA残留
- 2018-2019 トップウェストA 6位（3勝5敗）
- 2019-2020 トップウェストA 7位（2勝6敗）
- 2021-2022 トップウェストA 5位（リーグ戦：レッドカンファレンス3位 1勝2敗、順位決定戦：5・6位決定戦 勝利）
- 2022-2023 トップウェストA 4位（5勝3敗）
- 2023-2024 トップウェストA 2位（6勝1敗）、3地域社会人リーグ順位決定戦：5位
- 2024-2025 トップウェストA 4位（4勝3敗）
- 2025-2026 トップウェストA

## 選手・スタッフ
2025年8月9日現在
- 部長：山口朝憲、ゼネラルマネージャー：加藤真也、ヘッドコーチ：東本和大
- キャプテン：西村優希（PR/HO）
- 選手：島津製作所ラグビー部「選手・スタッフ紹介」

## 京都市のスポーツチーム
- 三菱自動車京都レッドエボリューションズ
- 京都サンガF.C.
- バニーズ京都SC
- 京都ハンナリーズ
- 京都アストドリームス
- 京都紫光サッカークラブ
- 日本新薬硬式野球部
- AS.Laranja Kyoto
- おこしやす京都AC
- SGホールディングスギャラクシースターズ